# 中世古町
中世古町（なかぜこちょう）は、愛知県豊橋市の地名。

## 地理
豊橋市中央部に位置する。東は談合町、西は新吉町、南は前田町1丁目、北は曲尺手町に接する。

### 河川
- 牟呂用水[1]

## 歴史

### 人口の変遷
国勢調査による人口および世帯数の推移。
| 1995年（平成7年）  | 148世帯 470人 |  |
| 2000年（平成12年） | 143世帯 447人 |  |
| 2005年（平成17年） | 136世帯 395人 |  |
| 2010年（平成22年） | 125世帯 360人 |  |
| 2015年（平成27年） | 128世帯 319人 |  |

### 沿革
- 明治初年 - 渥美郡中瀬古町として存在[2]。
- 1878年（明治11年） - 豊橋村の一部となる[2]。
- 1895年（明治28年） - 豊橋町の一部により、同町大字中世古が成立[2]。
- 1906年（明治39年） - 豊橋市大字中世古となる[2]。
- 1926年（大正15年） - 豊橋市中世古町となる[2]。
- 1933年（昭和8年）・1937年（昭和12年） - 一部が前田町・小畷町・吉田町・西ノ又町・前田南町に編入される[2]。
- 1958年（昭和33年） - 一部が曲尺手町・新吉町・談合町に編入される[2]。また、曲尺手町・鍛冶町・談合町・吉屋町の各一部を編入する[2]。
- 1973年（昭和48年） - 一部が前田町に編入される[2]。

## 施設
- 浄土宗西山禅林寺派観音院[1]
- 曹洞宗花谷院[1]
- 真言宗醍醐派清宝寺[1]
- 中世古公園[1]

### WEB
1. ↑  “愛知県豊橋市の町丁・字一覧”.   人口統計ラボ. 2023年4月13日閲覧。
2. ↑  総務省統計局 (2017年1月27日). “平成27年国勢調査の調査結果(e-Stat) - 男女別人口及び世帯数 －町丁・字等” (CSV). 2021年7月21日閲覧。
3. ↑  “愛知県豊橋市の郵便番号一覧”.   日本郵便. 2023年4月13日閲覧。
4. ↑  “市外局番の一覧” (PDF).   総務省 (2022年3月1日). 2022年3月22日閲覧。
5. ↑  総務省統計局 (2014年3月28日). “平成7年国勢調査の調査結果(e-Stat) - 男女別人口及び世帯数 －町丁・字等” (CSV). 2021年7月20日閲覧。
6. ↑  総務省統計局 (2014年5月30日). “平成12年国勢調査の調査結果(e-Stat) - 男女別人口及び世帯数 －町丁・字等” (CSV). 2021年7月20日閲覧。
7. ↑  総務省統計局 (2014年6月27日). “平成17年国勢調査の調査結果(e-Stat) - 男女別人口及び世帯数 －町丁・字等” (CSV). 2021年7月21日閲覧。
8. ↑  総務省統計局 (2012年1月20日). “平成22年国勢調査の調査結果(e-Stat) - 男女別人口及び世帯数 －町丁・字等” (CSV). 2021年7月21日閲覧。
9. ↑  総務省統計局 (2017年1月27日). “平成27年国勢調査の調査結果(e-Stat) - 男女別人口及び世帯数 －町丁・字等” (CSV). 2021年7月21日閲覧。

### 書籍
1. 1 2 3 4 5 6 7  「角川日本地名大辞典」編纂委員会 1989, p. 1791.
2. 1 2 3 4 5 6 7 8 9  「角川日本地名大辞典」編纂委員会 1989, p. 941.